# بوکلویتس
بوکلویتس (به آلمانی: Bockelwitz) یک منطقهٔ مسکونی در آلمان است که در لایزنیگ واقع شده‌است. بوکلویتس ۲٬۶۳۳ نفر جمعیت دارد.